# عبد الله بن محمد الشنشوري

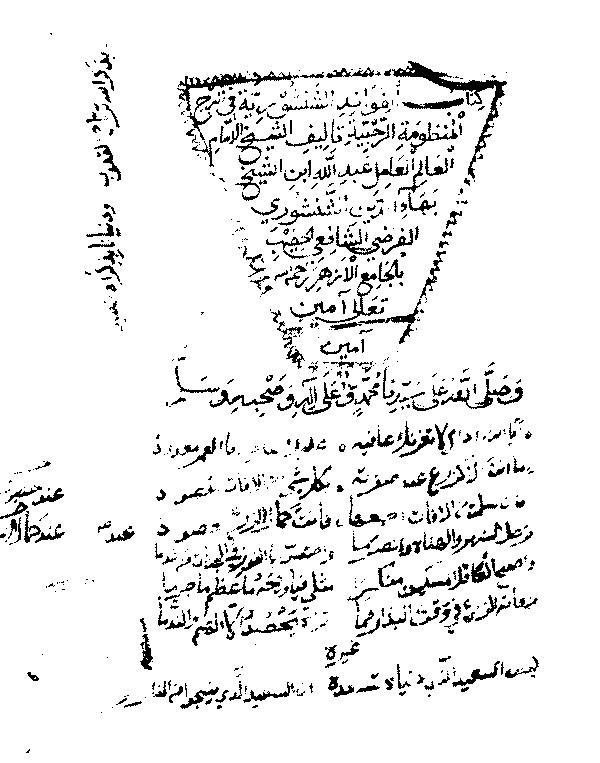
مخطوطة «الفوائد الشنشورية» - نسخة سليمان الراجحي.

الشنشوري (935 - 999 هـ / 1528 - 1591 م) هو فرضي، من فقهاء الشافعية.
هو عبد الله بن محمد بن عبد الله بن علي العجمي الشنشوري، نسبته إلى شنشور من قرى المنوفية. ولي الخطابة بالجامع الأزهر.

## آثاره
ذكر الزركلي أن له:
- «فتح القريب المجيب» جزآن في الفرائض.
- «قرة العينين في مساحة ظرف القلتين» فقه.
- «الفوائد الشنشورية في شرح المنظومة الرحبية» فرائض، فرغ من تأليفها سنة 984 هـ.[2]
- «بغية الراغب» شرح «مرشدة الطالب» لابن الهائم، في الحساب.
- «الفوائد المرضية في شرح الملقبات الوردية» فرائض.
- «شرح تحفة الأحباب في معرفة الحساب» والأصل لسبط المارديني.
- «خلاصة الفكر، في شرح المختصر، في مصطلح أهل الأثر».